# Kenji Kosaka
Kenji Kosaka (小坂 憲次, Kosaka Kenji) est un homme politique japonais né le 12 mars 1946 à Nagano et mort le 21 octobre 2016 à Tokyo. Membre du Parti libéral-démocrate, il est ministre de l'Éducation, de la Culture, des Sports, des Sciences et de la Technologie du 31 octobre 2005 au 26 septembre 2006.